# Liste des monuments historiques d'Arbois
Cet article recense les monuments historiques d'Arbois, Jura, en France.

## Statistiques
Arbois compte 10 protections au titre des monuments historiques.

## Liste
| Monument                     | Adresse                 | Coordonnées                      | Notice         | Protection     | Date      | Illustration                 |
| ---------------------------- | ----------------------- | -------------------------------- | -------------- | -------------- | --------- | ---------------------------- |
| Château Bontemps             | Rue du Vieux-Château    | 46° 54′ 11″ nord, 5° 46′ 15″ est | « PA00102058 » | Inscrit        | 1989      | Château Bontemps             |
| Château Pécauld              |                         | 46° 54′ 13″ nord, 5° 46′ 34″ est | « PA00101800 » | Inscrit        | 1988      | Château Pécauld              |
| Château de Verreux           | 2 rue de Verreux        | 46° 54′ 21″ nord, 5° 46′ 38″ est | « PA39000017 » | Inscrit        | 1997      | Château de Verreux           |
| Demeure Delort               | 14-16 rue de Faïencerie | 46° 54′ 27″ nord, 5° 46′ 39″ est | « PA39000069 » | Inscrit        | 2006      | Demeure Delort               |
| Église Saint-Just d'Arbois   |                         | 46° 54′ 08″ nord, 5° 46′ 18″ est | « PA00101801 » | Classé         | 1913      | Église Saint-Just d'Arbois   |
| Hôtel de Broissia            | 68, 70 Grande Rue       | 46° 54′ 15″ nord, 5° 46′ 19″ est | « PA00101802 » | Inscrit        | 1969      | Hôtel de Broissia            |
| Hôtel de ville d'Arbois      |                         | 46° 54′ 10″ nord, 5° 46′ 20″ est | « PA00125400 » | Inscrit Classé | 1993 1995 | Hôtel de ville d'Arbois      |
| Maison des consorts Brand    | 5 rue de Bourgogne      | 46° 54′ 07″ nord, 5° 46′ 26″ est | « PA00101804 » | Inscrit        | 1941      | Maison des consorts Brand    |
| Maison paternelle de Pasteur |                         | 46° 54′ 23″ nord, 5° 46′ 05″ est | « PA00101803 » | Classé         | 1937      | Maison paternelle de Pasteur |
| Tour Gloriette               |                         | 46° 54′ 05″ nord, 5° 46′ 26″ est | « PA00101805 » | Inscrit        | 1927      | Tour Gloriette               |